# James Simon (Musiker)

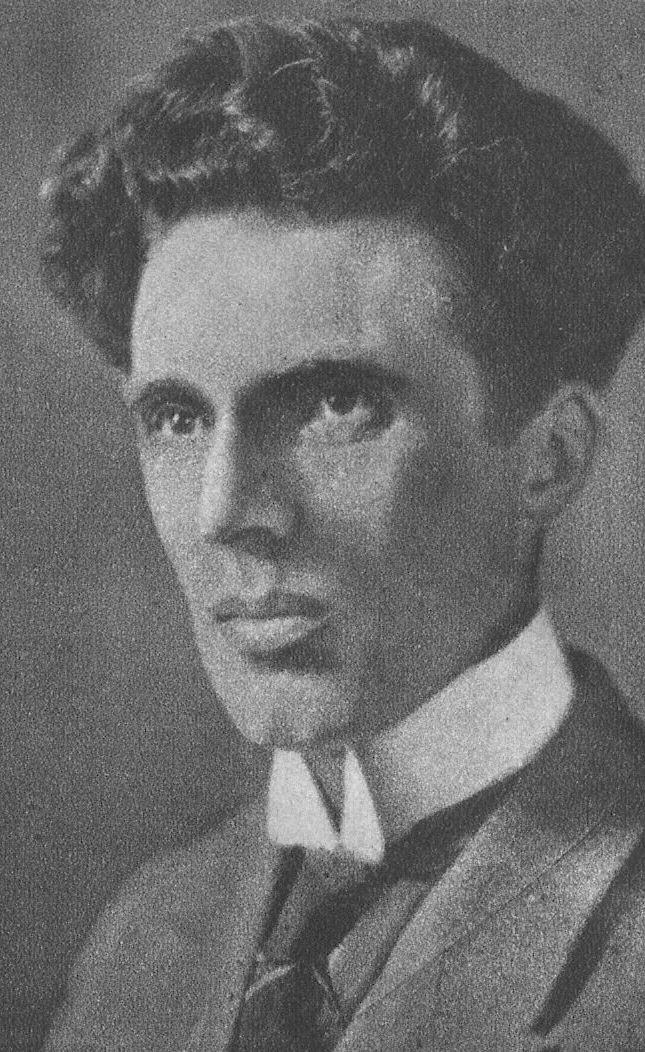
James Simon, um 1924

James Simon (geboren 29. September 1880 in Berlin; gestorben 12. Oktober 1944 im KZ Auschwitz) war ein deutscher Komponist, Pianist und Musikschriftsteller, der zu den Spätromantikern gezählt wird. 

## Leben
James Simon war ein Sohn des Bankiers Martin Simon und der Rosa Steinthal, er hatte zwei Geschwister. Simon heiratete 1902 Anna Levy. Er studierte an der Berliner Hochschule für Musik bei Max Bruch und bei Conrad Ansorge, sowie Musikwissenschaften an den Universitäten Berlin, Bonn und München und wurde in München mit einer Dissertation über Abbé Vogler promoviert. Von 1907 bis 1919 lehrte er am Klindworth-Scharwenka-Konservatorium in Berlin und war danach freischaffend. 
Er emigrierte 1933 mit seiner Frau über Zürich nach Amsterdam und gab dort Privatunterricht, während seine Frau als Lehrerin und Kosmetikberaterin jobbte. Verschiedene Freunde unterstützten sie. 1941 wurde er verhaftet und zunächst in das Durchgangslager Westerbork, später in das Ghetto Theresienstadt deportiert. Am 12. Oktober 1944 wurde er in das KZ Auschwitz deportiert und dort ermordet.
Während der Moskauer Prozesse im Jahr 1937 verscholl der 1910 geborene ältere Sohn, Jörn Martin Simon. Der jüngere Sohn, Ulrich Ernst Simon wanderte nach England aus, konvertierte zum Christentum und lehrte später Theologie am King’s College, London.
James Simon schrieb u. a. Faust in der Musik (1906) und komponierte Orchesterwerke, u. a. eine Sinfonie, ein Klavierkonzert, Lieder, Chorwerke, Kammermusik sowie die Oper Frau im Stein (1925).